# Fumio Koizumi
 Fumio Koizumi  (japanisch 小泉 文夫; geboren 29. März 1927 in Tokio; gestorben 20. August 1983) war ein japanischer Musik-Ethnologe.

## Leben und Wirken
Fumio Koizumi studierte an der Fakultät für Geisteswissenschaften der Universität Tokio und erwarb 1956 den M.A. mit einer Studie über methodische Grundlagen der Erforschung traditioneller japanischer Musik. Er arbeitete bis 1960 in der Redaktion des Verlags Heibonsha und wirkte dann ab 1960 als Lehrbeauftragter, ab 1966 als Assistenzprofessor und ab 1974 bis zu seinem Tode als Professor an der „Universität der Künste Tokio“. Daneben lehrte er 1967/68 und 1971 als Gastprofessor an der Wesleyan University in Connecticut (USA).
Eine rastlose Reise- und Feldforschungstätigkeit führte Koizumi seit 1957 in zahlreiche Länder Asiens (Afghanistan, Burma, Indien, Indonesien, Irak, Iran, Korea, Laos, Malaysia, Mongolei, Nepal, Pakistan, Philippinen, Sri Lanka, Taiwan, Thailand, Türkei, Vietnam, VR China), Afrikas (Ägypten, Kenia, Marokko, Nigeria, Senegal, Tansania, Tunesien), Amerikas (Argentinien, Bolivien, Kanada, Peru, USA), Europas (Bulgarien, Griechenland, Italien, Portugal, Rumänien, Spanien, Ungarn, Zypern) sowie in die pazifische Inselwelt (Fiji und Yap). Daneben regte er zahlreiche Forschungsteams an, sich dem Studium der regionalen Volksmusiktraditionen Japans zu widmeten.
Die Resultate dieser Forschungsreisen verbreitete Koizumi in öffentlichen Vorträgen und in Schriften. Zu seinen wichtigen Werken gehören
- „Nihon dentō ongaku no kenkyū“ (日本伝統音楽の研究) – „Forschung zur traditionellen Musik Japans“,
- „Ongaku no kongen ni aru mono“ (音楽の根源にあるもの) – „Dinge, die der Musik zugrunde liegen“,
- „Kodomo no asobi to uta“ (子どもの遊びとうた) – „Das Spiel der Kinder und ihre Lieder“.

1998 wurde der „Koizumi-Fumio-kinen-minzoku-ongaku-kikin“ (小泉文夫記念民族音楽基金) – „Koizumi-Fumio-Gedächtnisfond-für-Volksmusik“ und der „Koizumi-Fumio-ongaku-shō“ (小泉文夫音楽賞) – „Koizumi-Fumio-Musikpreis“ eingerichtet. 2003, anlässlich des 20. Todestages, wurden 71 CD und 4 DVD unter dem Titel „Vermächtnis Koizumi Fumio“ (小泉文夫の遺産, Koizumi Fumio isan) herausgegeben.